# Christian Mehofer
Christian Mehofer (* 14. Februar 1963; † 3. Mai 2012) war ein österreichischer Kameramann und Dokumentarfilmer.
Mehofer arbeitete als Kameramann seit 1989, unter anderem für das ORF. Er war Mitglied des Verbandes österreichischer Kameraleute (AAC).
Wichtige Arbeiten von Mehofer waren die Dokumentarfilme Licht-Gestalten – Wien, Hauptstadt der Projektion (2008; Kamera) und Romy Schneider – Eine Frau in drei Noten (2008; Kamera) sowie der Kinospielfilm Die dritte Minute (2002; Regie). International bekannt wurde er mit der Doku Hidden Fuhrer: Debating the Enigma of Hitler's Sexuality (2004, Kamera).